# Carlos Ruiz Apezteguía
Carlos Ruiz Apezteguía (Concepción, 7 de julio de 1930-Asunción, 15 de mayo de 1995) fue un periodista y empresario paraguayo, sucesor de Arturo Schaerer en la dirección del diario La Tribuna.

## Reseña biográfica
Nacido en la ciudad de Concepción, sus padres fueron Pedro Ruiz G., —hijo de españoles y director de la empresa española Segura Latorre en Paraguay—, y Julia Apezteguía Casañas, —hija de españoles vascos—. Estuvo casado con Myriam Schaerer Ayala, primogénita de Arturo Schaerer y nieta de Eduardo Schaerer, presidente del Paraguay entre los años 1912 y 1916.
Ruiz Apezteguía, es considerado uno de los principales exponentes en la historia del periodismo paraguayo a través del diario La Tribuna, siendo iniciador de un estilo periodístico y editorialista de gran altura y audacia e inquebrantable defensor de la libertad en los años más oscuros de la dictadura en el Paraguay.

## Periodismo y legado
Sus estudios primarios los realizó en el Colegio Alemán (actual Colegio Goethe) y los secundarios en el Colegio San José de Asunción.
Posteriormente estudió en la Universidad de la República en Montevideo, Uruguay, y luego la carrera de Derecho en la Universidad Nacional de Asunción.
Desde muy joven se afilió al Partido Liberal y llegó a ser uno de sus principales exponentes. Entre 1952 y 1954 fue presidente del Partido Liberal Alón, el ala juvenil del Partido Liberal, así como de la Federación Universitaria del Partido Liberal, y junto con Justo Prieto, Evelio Fernández Arévalos y otros exponentes del liberalismo hicieron frente a los oscuros años posteriores a la Revolución de 1947 o guerra civil paraguaya de 1947.
Fue administrador del diario La Tribuna desde 1954, y desde ahí también luchó con su director, Arturo Schaerer, denunciando los abusos y crímenes de la dictadura militar de Alfredo Stroessner y la ruptura del estado de derecho que se inició con Higinio Morínigo y prosiguió con Alfredo Stroessner. Fue perseguido, apresado y torturado en muchas ocasiones, pero nunca claudicó a sus ideales de libertad y mejor futuro para su patria. 
En noviembre de 1956 el diario La Tribuna fue intervenido brutalmente, siendo Carlos apresado, torturado y luego abandonado en un bote en las orillas de Clorinda, Argentina, iniciándose de este modo su exilio a Montevideo, Uruguay, en compañía de su esposa y su recién nacida hija, María Angélica. 
En 1959, mediante mediación del abuelo de su esposa, Araminto Ayala, cónsul del Uruguay ante el Paraguay, regresa al Paraguay y retoma su labor periodística en el diario La Tribuna. Tiempo después fundó con Arturo Schaerer la imprenta EMASA (Empresa María Angélica Sociedad Anónima), que se convirtió en la principal industria gráfica del país durante los años 60, así mismo el diario La Tribuna creció, y se consolidó como uno de los periódicos más respetados a nivel continental, por su línea incorruptible ante la dictadura. Contaba con agencias en varios países, pasando de los 2000 ejemplares diarios en tiempos de su fundación, a más de 70 000 ejemplares hacia el año 1965, siendo ese valor hasta hoy mayor que la tirada de los actuales diarios del Paraguay.
El 15 de mayo de 1972 sucedió en la dirección del diario a Arturo Schaerer. Durante su dirección denunció los abusos en las negociaciones de los Tratados de Itaipú y Yacyretá, con Brasil y Argentina respectivamente sobre la construcción de las hidroeléctricas. Lográndose bajo la presión ejercido por él, la no modificación del voltaje y ciclaje del sistema eléctrico paraguayo en provecho del sistema brasileño que ya pretendía utilizar la casi totalidad de la energía paraguaya, aunque siempre recriminó las desfavorables y oscuras condiciones que aceptó el Paraguay en dichos Tratados. 
Continuó haciendo directa y ácida crítica al gobierno dictatorial, plasmado en un memorable manifiesto que escribió denominado "Poner de Moda la Moral". El dictador solía decir de él: "Carlos Ruiz Apezteguía patea de frente".
Carlos Ruiz Apezteguía fue un luchador incansable por recuperar el estado de justicia y derecho en el Paraguay, falleció el 15 de mayo de 1995 en Asunción.

## Otros
En la película Un hombre en guerra (One Man's War, 1991) con Anthony Hopkins, uno de los actores aparece interpretando el papel de Carlos Ruiz Apezteguía como director del diario al que acude Joel Filártiga para denunciar la muerte de su hijo en manos de la dictadura.